# 艾普羅民意調查
艾普羅民意調查股份有限公司，108年6月21日 更名為艾普羅行銷市場研究股份有限公司。設於台北，前身為中國時報民意調查中心，成立於1987年，是目前台灣最早的專業媒體民調機構。2007年轉型為艾普羅民意調查公司，開放外界委託，進行各種專業民調、市調與整合行銷業務，成為中時媒體集團關係企業。2008年11月3日，旺旺集團董事長蔡衍明以個人名義收購中時媒體集團並取得全部經營權，事業版圖正式跨足市場調查產業。

## 新聞事件
2016年2月5號中國時報 A2版焦點新聞公佈台北市長柯文哲滿意度剩4成7，此調查執行日期為2016年2月3號。報導公佈後，時任教中正大學的王丹質疑此調查之公正性，認為柯文哲滿意度只會上升不會下降。2016年2月4號，TVBS民調也公佈類似結果於TVBS民調中心網站，結果與中國時報接近。

## 相關企業

### 主要股東
- 中國時報 (China Times)
- 中天電視 (CTI Television Incorporation)

## 外部連結
- / 旺民調 （页面存档备份，存于）